# Torneo di Wimbledon 1878
Il Torneo di Wimbledon 1878 è stata la 2ª edizione del Torneo di Wimbledon e prima prova stagionale dello Slam per il 1878. Si è giocato sui campi in erba dell'All England Lawn Tennis and Croquet Club di Wimbledon a Londra in Gran Bretagna. Il torneo ha visto vincitore nel singolare maschile il britannico Frank Hadow che ha sconfitto in finale in 3 set il connazionale Spencer Gore con il punteggio di 7–5 6–1 9–7.

## Risultati

### Singolare maschile
Frank Hadow ha battuto in finale  Spencer Gore con il punteggio di 7–5 6–1 9–7

### Doppio maschile non ufficiale
C.C. Maconohie /  A. Graham Murray